# … und du mein Schatz bleibst hier
… und du mein Schatz bleibst hier (mit Untertitel Die große heitere Musikparade) ist ein österreichischer Schlagerfilm von Franz Antel aus dem Jahr 1961.

## Handlung
Statt an der Hochschule für Welthandel Seminare und Vorlesungen zu besuchen, ist Peter Baumann lieber ausschließlich im Studentenorchester aktiv. Mit seinen Freunden Hans, Tommy, Udo, Gus und Max versucht er bisher vergeblich, einen Plattenvertrag oder wenigstens ein Vorsingen in der Wiener Stadthalle zu bekommen. Als Peters Onkel, der das Studium seines Neffen bisher finanziert hat, mitbekommt, dass Peter nur Musik macht, streicht er ihm die finanzielle Unterstützung. Peter beginnt nun, als Schokoladenauslieferer zu arbeiten.
Seine Freundin Helga, die in einem Altenpflegeheim arbeitet, ist am Boden zerstört, weil die fehlende Unterstützung des Onkels nicht nur Peters musikalische Karriere, sondern auch ihre gemeinsame Zukunft gefährdet. Die alten Herren im Heim sind bestürzt, als sie bemerken, wie ihre Lieblingspflegerin Helga mit einem Mal zerstreut und traurig ist. Sie erfahren von Peters Misserfolg beim Versuch, in der Wiener Stadthalle vorzusingen. Der alte Haberl kennt von früher den Mitarbeiter der Stadthalle, Gabriel, bei dem er um ein Vorsingen der Gruppe bittet. Gabriel jedoch lehnt ab. Bei einem Autounfall lernt Peter zufällig die Tochter des Stadthallendirektors, Margot, kennen und umgarnt sie so lange, bis die Gruppe vorspielen darf. Da Helga ihn jedoch beim Flirt gesehen hat, lässt sie ihn in der Folge regelmäßig stehen.
Die Rentner haben parallel zu Peters Einsatz selbst einige Tricks erdacht. Sie wollen Peters Gruppe bei der Stadthallenveranstaltung Heiß, heißer, am heißesten unterbringen und schmuggeln den alten Berger als Elektriker ins Gebäude. Er soll ein wenig im Gebäude spionieren. Als er hört, dass dem Direktor eine junge Band vorspielen soll, sieht er in ihnen eine potenzielle Gefahr für Peters Band. Er legt heimlich eine Platte mit Blasmusik auf und leitet diese Musik ins Büro des Direktors. Der glaubt, die Musik werde von der Band gespielt, und lehnt sie ab, ohne sie gesehen zu haben. Berger stiehlt nun heimlich den Ablaufplan der Show Heiß, heißer, am heißesten.
Was Berger nicht weiß, ist, dass es sich bei der Band um Peters Gruppe gehandelt hatte. Als er seinen Fehler erkennt, entwickeln die Rentner einen neuen Plan. Peter und seine Gruppe mussten aus Geldmangel ihre Instrumente versetzen und so geben die Rentner verschiedene eigene Wertsachen in Zahlung, um die Instrumente wiederbeschaffen zu können. Sie lassen mit einem Trick die Hauptband der Show, das Orchester Bill Sanders mit Sänger Laurie London, verhaften und entführen Trude Herr, als sie auf dem Wiener Flughafen landet. Notgedrungen stimmt Direktor Grossmüller nun zu, dass Peters Gruppe auftreten darf. Peter hat zwar aus Versehen ein Schlafmittel getrunken, das für eine andere Person vorgesehen war, wird jedoch von Helga mit einem Gegenmittel wieder wach gemacht. Da Helga denkt, Peter habe sich mit den Schlafmitteln wegen ihres Verhaltens das Leben nehmen wollen, kommt es zur Versöhnung. Der Abend wird schließlich ein voller Erfolg und überzeugt auch Direktor Grossmüller vom Können der Band. Und am Ende kommt auch Trude Herr in der Wiener Stadthalle an und tritt neben zahlreichen anderen Künstlern im Finale auf – begleitet von Peters Band.

## Produktion
Der kommerziell erfolgreiche Film wurde auf Vorschlag von Franz Antel in der Wiener Stadthalle gedreht, die das Projekt auch mitfinanzierte. Antel brachte seine Filmstars ein, Musikpromotor Karl Spiehs die Schlagersänger.
… und du mein Schatz bleibst hier wurde unter dem Arbeitstitel Muß i denn zum Städtele hinaus gedreht. Auch der endgültige Titel ist ein Zitat aus dem Volkslied Muss i denn, muss i denn zum Städtele hinaus, das wiederum instrumental mehrfach angespielt wird. Das Szenenbild des Films stammt von Herta Hareiter. Hanns Matula hatte unter Theyers Leitung die Kameraführung, Kurt Kodal war Kameraassistent.
… und du mein Schatz bleibst hier erlebte am 6. Juli 1961 im Stuttgarter Universum seine Premiere. In der Bundesrepublik Deutschland lief der Film auch unter dem Titel Freunde fürs Leben. Am 30. Oktober 1964 erschien er zudem in den Kinos der DDR.
Im Film sind zahlreiche Schlager zu hören:
- Udo Jürgens: Jenny
- Udo Jürgens und Gus Backus: Schwarze Augen; When the Saints Go Marchin’ in; I Want to Dance
- Gus Backus: Muß I denn zum Städtele hinaus
- Trude Herr: Weil ich so sexy bin; Euch zuliebe lern’ ich wienerisch
- Ines Taddio: Carusello italiano
- Blue Diamonds: Down by the Riverside
- Laurie London: Hey, hey – es wird Musik gemacht
- Peter Beil: Adieu – Lebewohl – Goodbye

## Kritik
Der film-dienst stellte 1961 fest, dass … und du mein Schatz bleibst hier keine Werbung für den österreichischen Film sei, „dessen Autoren in einer merkbaren geistigen Krise zu stecken scheinen. Anders ist diese Kombination von bildgewordenem Schwachsinn und musikalisch reizlosem Singsang kaum zu erklären. […] Unsinn lassen wir passieren, wenn er gut serviert wird. Das hier ist Stumpfsinn, dilettantisch angerichtet. Mit solchen Filmen treibt man das enttäuschte Publikum rasch wieder vor den häuslichen Fernsehschirm.“ Zweitausendeins nannte den Film ein „Lustspiel ohne Profil. Die banale Handlung dient lediglich als Übergang zwischen den damals aktuellen Schlagern.“
Die Filmblätter befanden, dass der Schlagerfilm „nach bekanntem Rezept angerührt [ist …] Einige hübsche Musical-Gags. Wiener Zuckerln.“